# Неоком
Неоком (рос. неоком, англ. Neocomian, нім. Neokom n, Neokomien n) – стратиграфічний підрозділ, який об’єднує декілька ярусів нижнього відділу крейдової системи. В Україні прийнятий в обсязі від беріаського до баремського ярусів включно. У Франції – за винятком баремського ярусу. Від лат. Neocomium – латинської назви міста і кантону Невшатель, Швейцарія.